# جایزه بزرگ آرژانتین ۱۹۷۹
جایزه بزرگ آرژانتین ۱۹۷۹ (انگلیسی: ‎1979 Argentine Grand Prix‎) یک مسابقهٔ موتوری در رشتهٔ اتومبیل‌رانی فرمول یک بود که در تاریخ ۲۱ ژانویهٔ ۱۹۷۹ در پیست اتومبیل‌رانی اسکار آلفردو گالوز واقع در بوئنوس آیرس، آرژانتین برگزار شد. این گراند پری در میان ۱۵ گراند پری در فصل ۱۹۷۹، مسابقهٔ شمارهٔ ۱ بود.
در این مسابقه که در ۵۳ دور و به مسافت ۳۰۷٫۹۳ کیلومتر (۱۹۱٫۳۳۹ مایل) برگزار شد، پول پوزیشن توسط ژاک لافیت کسب شد و سریع‌ترین زمان برای طی یک دور پیست که برابر با ۱:۴۶٫۹۱ بود نیز توسط ژاک لافیت به ثبت رسید.
ژاک لافیت از تیم لیجیه-فورد، کارلوس روتمان از تیم لوتوس-فورد و جان واتسون از تیم مک‌لارن-فورد به‌ترتیب مقام‌های اول تا سوم مسابقه را کسب کردند.

## رده‌بندی قهرمانی پس از مسابقه
| جایگاه | راننده        | امتیاز |
| ------ | ------------- | ------ |
| ۱      | ژاک لافیت     | ۹      |
| ۲      | کارلوس روتمان | ۶      |
| ۳      | جان واتسون    | ۴      |
| ۴      | پاتریک دیپلر  | ۳      |
| ۵      | ماریو اندرتی  | ۲      |
| منبع:  |               |        |

| جایگاه | سازنده         | امتیاز |
| ------ | -------------- | ------ |
| ۱      | لیجیه-فورد     | ۱۲     |
| ۲      | لوتوس-فورد     | ۸      |
| ۳      | مک‌لارن-فورد    | ۴      |
| ۴      | فیتیپالدی-فورد | ۱      |
| منبع:  |                |        |

یادداشت
- تنها پنج جایگاه نخست از هر رده‌بندی نمایش داده شده است.